# Ectopimorpha luperinae
Ectopimorpha luperinae là một loài tò vò trong họ Ichneumonidae.